# هوانغ
هوانغ هو لقب واسم  صيني ويعني «أصفر»،  في حين أن هوانغ هو الكتابة بالحروف اللاتينية للكلمة، كما يمكن أن يكون بالحروف اللاتينية كما هوانج، وونغ، ووان، وان، وون، هوونغ، فونغ، هونغ، هونغ، بونغ، انغ، نغ، أوي، وي، أوونغ، بسبب نطق كل كلمة في لهجات ولغات مختلفة.
إنه الاسم 36 في قصيدة مائة ألقاب العائلة.
ويعرف هذا اللقب  ب Hwang باللغة الكورية، وباللغة الفيتنامية يُعرف باسم Hoàng أو Huỳnh.
وهوانج يعد سابع الألقاب والأسماء شيوعاً في الصين، وقُدّر عدد سكان هوانغ في الصين وتايوان أكثر من 35 مليون في عام 2020، وقد كان لقب واسم أكثر من مليوني صيني مغترب، و 5.7 مليون فيتنامي بنسبة (6%)، وحوالي مليون كوري (كشف تعداد النسمة الخاص بكوريا عام 2015 أنه لقب واسم 697,171 ألف كوري جنوبي، حيث أتت بالمركز 16) هوانغ هو أيضا الكتابة بالحروف اللاتينية من اللقب نادر جدا.

## النطق / الترجمة الصوتية
- اسم  Huang  : المستخدمة في الماندرين
- ·اسم Hwang  :  المستخدمة في كوريا
- اسم  Huỳnh أو  Hoàng : المستخدمة في فيتنام
- اسم Huỳnh : هو الاسم المتعارف الذي اعتمد في جنوب وأجزاء من وسط فيتنام بسبب مرسوم تسمية المحرمات التي حظرت لقب Hoàng، وذلك بسبب التشابه بين اللقب واسم اللورد Nguyễn Hoàng.
- اسم Vong:  انجليكوند من هاكا، وتستخدم في الفيتنامية.
- أسماء Ng ،Ung, Ong, Wee, Oi, Ooi أو Uy : المستخدمة في مينان والشتات الصيني الناطق بالهوكيين في جنوب شرق آسيا
- اسم Ooi : في لهجة تشانغتشو وبينانق.
- اسم Ng : ''Eng'' المستخدمة في لهجة تشيوانتشو وتيوشو
- اسم Wong : المستخدمة في الكانتونية ووو
- اسم Oei أو Oey : المستخدمة بين Teochews في إندونيسيا
- اسم  OENG أو EUNG أو UENG : المستخدم في كمبوديا
- اسم  EUNG أو UENG   : المستخدم في تايلاند

## الأصول
هوانغ هو لقب قديم. وفقا لتقليد، هناك عدّة مصادر مختلفة لأصل عائلة هوانغ، مثلا كنسل من [بو يي][لوّ زونغّ 陸終) أو تاي تاي (臺駘)، كما كان هناك ما لا يقل عن ثلاث ممالك هوانغ 黃國 خلال سلالات شيا 夏朝 ، شانغ 商朝 ، تشو 周朝
معظم الناس مع اللقب واسم هوانغ يمكن تتبع أسلافهم إلى واحدة من الممالك هوانغ. ربطت النصوص القديمة بين شعب هوانغ مع قبائل دونغ يي.

### قبيلة دونغ يي
كانت قبيلة دونغ يي (بالصينية: 東夷) أو البرابرة الشرقيين من الناس القدماء الذين عاشوا في شرق الصين خلال فترة ما قبل التاريخ، كانوا أحد البرابرة الأربعة في الثقافة الصينية، جنبا إلى جنب مع Di  (北狄) الشمالية، والرجل الجنوبي (南蠻)، ورونغ الغربية)西戎)، وكانت قبيلة دونغ يي في مجموعة تحالف القبائل التي تألفت من تسع قبائل في حوض نهر هواي جأش: كوان يي، يو يي، فانغ يي، هوانغ يي، باي يي، تشي يي، شوان يي، فنغ يي ويانغ يي. استخدم أفراد قبيلة دونغ يي الطيور المختلفة كطواطم، وبالنسبة لقبيلة هوانغ يي، كان 黃鶯 الأصفر أوريول هو الطواطم. في وقت لاحق عندما انتقل الناس من قبيلة هوانغ يي واستقروا في أجزاء مختلفة من الصين، واعتمدوا هوانغ لقبهم.

### قبيلة يينغ كلان 嬴姓
وكان لشاوهاو 少皋 ابن غاو ياو وكان لغاو ياو ابن هو بو يي. ساعد بو يي الإمبراطور شون ويو العظيم على السيطرة على الطوفان العظيم وحصل على لقب يينغ (嬴) في أوائل فترة سلالة شيا.بو يي تزوج الابنة الصغرى للإمبراطور شون ورزق بثلاثة أولاد (بعض المصادر قامت بذكر طفلين فقط هما  دا ليان ورو مو)
- الابن الأكبر دا ليان (بالصينية: 大廉) مؤسس مملكة هوانغ (مؤسس مملكة تشين فاي زي ومؤسس مملكة تشاو شو داي (بالصينية: 叔帶) من سلالة دا ليان.
- الابن الثاني رو مو (بالصينية: 若木) مؤسس مملكة شو 徐國 (أسس حفيده فاي تشانغ (بالصينية: 費昌) مملكة فاي.
- الابن الثالث إن تشنغ (بالصينية: 恩成) مؤسس مملكة جيانغ.

منح شيا يو مملكة هوانغ إلى دا ليان، ويعرف أحفاده باسم هوانغ. هناك ما مجموعه 14 عشيرة مشتقة من عشيرة بو يي يينغ: ليان، شو، جيانغ، تشين، تشاو، هوانغ، ليانغ، ما، غي، قو، مياو، تشونغ، فاي، وكو.
يمكن لحكام مملكة تشين، مملكة تشاو، سلالة تشين وسلة سونغ تتبع أسلافهم إلى بو يي. عشيرة هاتا من اليابان، وعشيرة أيسين جيورو، وعشيرة إرغن جيورو وعشيرة غيورو من منشوريا (واحدة من عدة آراء مختلفة) كانت مستمدة أيضا من عشيرة بو يي يينغ.

### قبيلة جي كلان 姬姓
نسب هوانغ عشيرة من الإمبراطور الأصفر هو كما يلي:
1) الإمبراطور الأصفر 黃帝 ->  2) تشانغ يي 昌意 -> 3) الإمبراطور تشوانكسو 顓頊帝 ->
4) دا يي業  (الملقب يي العظيم) -> 5) شاو ديان 少典 -> 6) نو شن 女莘 ->
7) دا فايغراندي費 (الملقب فاي الكبير) -> 8) خوان تشانغ 卷章 -> 9) وو هوي 吳回 (المعروف أيضا باسم Zhurong) - > 10) لو تشونغ 陸終 -> 11) هوي ليان 惠連  ،  
(بعض الروايات تفيد بأن هوي ليان هو ابن فان رين، ابن لو تشونغ). لو تشونغ كان لديه ستة أبناء:
- الآن الأكبر فان 樊樊 (يعرف أيضا باسم فان رين 樊人 أو كون وو 昆吾) - مخترع الفخار الأسطوري ومؤسس مملكة كونو 昆吾國
- الابن الثاني دينغ 定 (يعرف أيضا باسم هوي ليان 惠连 أو كان هو 參胡) – مؤسس مملكة هوانغ 黃國,
- الابن الثالث تشيان) يعرف أيضا باسم كيان كنغ 钱铿) – الإله الأسطوري لطول العمر ومؤسس مملكة دا بنغ 大彭國
- الابن الرابع تشيو  求 (يعرف أيضا باسم تشيو يان 求言 أو كواي رين 鄶人) – مؤسس مملكة كواي  鄶國
- الابن الخامس يان آن 晏安 (يعرف أيضا باسم تساو آن 曹安 أو زاو 遭安) – مؤسس مملكة تشو 邾國
- الابن السادس جي 季 (يعرف أيضا باسم جي ليان 季连) – مؤسس مملكة تشو 楚國

في 2220 قبل الميلاد في عهد الإمبراطور ياو 帝堯، وقام هوي ليان 惠連 بتسجيل مزايا في تسخير فيضانات النهر. الإمبراطور ياو منح على هوي ليان لقب الفيكونت Viscount 子 ، (ولكن نظام النبلاء في الصين القديمة لا يزال غير واضح) وولاية كانهو 參胡 (في منطقة فينيانغ الحالية، مقاطعة شانشي)، قام الإمبراطور ياو بإعادة تسمية Can'hu بولاية هوانغ، ومنح هوي ليان اللقب هوانغ 黃 واسم «يون» 雲 ومن ثم أصبح هوي ليان هوانغ يون 黃雲 أو نان لو 南陆. أصبح هوي ليان سلفاً لعشيرة عائلة هوانغ. خلال عهدة سلالة تشو أو زو الغربية، تم منح حكام دولة هوانغ لقب دوق 公 وحكم حفيد هوانغ يون (هوي ليان) ولاية هوانغ شانشي حتى أوائل فترة الربيع والخريف (722 قبل الميلاد-481 قبل الميلاد) عندما احتلتها ولاية جين.
آخر نسب هوانغ عشيرة من الإمبراطور الأصفر هو كما يلي: 1) الإمبراطور الأصفر 黃帝 -> 2) شاو هاو 少昊 -> 3) جياو جي 嬌極 -> 4) هوي غونغ 揮 -لنذهب > 5) مي 昧 -> 6) تاي 臺駘. تاي تاي ساعد تشوان شو الإمبراطور 顓頊 ، وانه وذريته (جين تيان عشيرة 金امبراطوري 氏) كانت مُنَهِمة مع فين تشو 汾州 في نهر فين 汾河 الذي تم تقسيمه إلى أربع ممالك—黃國 مملكة هوانغ، شن المملكة 沈國 ، 蓐國 المملكة رو وسي المملكة 姒國.

### التنمية والهجرة
في عام 891 قبل الميلاد منح الملك شياو من تشو سليل الجيل 53 من هوي ليان، هوانغ شي 黃熙 (الملقب هوانغ شي 黃石) نبالة «هو» 侯 (ماركيز) وإقطاعية في المنطقة الشرقية لنهر هان  漢水(في الوقت الحاضر منطقة ييتشنغ، مقاطعة هوبي) يسمى «هوانغ» 黃 (لا ينبغي الخلط بينه وبين ولاية هوانغ في فينيانج، شانشي) مع الولايات الأربع جيانغ 江، هوانغ 黃 (التي أسسها أحفاد بو يي 伯益)، داو (道)، بو (柏) في وادي نهر هوانغ 潢. في ولاية هوانغ ييتشنغ، كان يعرف هوبي باسم هوانغ الغربية (شي هوانغ 西黃) في التاريخ.
أثناء عهد أسرة جين (265-420)، عندما غزت القبائل البربرية شمال الصين، انتقل العديد من الشماليين (وخاصة العشائر الأرستقراطية) إلى جنوب الصين مع بلاط الملك جين. وخلال هذه الفترة هاجر رجال عشيرة هوانغ إلى فوجيان.
وفقا ل مين شو  閩書 (من كتاب مين) (مقتبس من تشونغ يون نغان) " خلال السنة الثانية (من حكم) يونغجيا (308 م)
كان السهل المركزي في حالةِ فوضى والعشائر ثمانية:- [لين] 林, هوانغ 黃 وتشين 陳 وتشنغ 鄭 وهان 詹 وتشيو 邱 何 وهو 胡 مين 閩 (مقاطعة فوجيان الحالية بالصين).
من سلالة تانغ (618-907) فصاعدا، هاجر العديد من صينيي هان من فوجيان إلى قوانغدونغ والمقاطعات الجنوبية الأخرى. نمت هوانغ لتصبح عشيرة كبيرة في جنوب الصين، وهو ثالث أكبر لقب في جنوب الصين اليوم.
بدأت الهجرة إلى تايوان خلال الفترة الانتقالية من سلالة مينغ (1368-1644) إلى سلالة تشينغ (1644-1912)، عندما تبع العديد من الصينيين الهانيين القوات الموالية المناهضة لمانشو مينغ تحت إمرة تشنغ شينغونغ، وعبروا مضيق تايوان إلى جزيرة تايوان.
بدأت هجرة هوانغ إلى الخارج في وقت مبكر من القرن الرابع عشر خلال عهد أسرة مينغ إلى وجهات في جنوب شرق آسيا. لم تبدأ الهجرة إلى الأمريكيتين إلا في منتصف القرن التاسع عشر بعد فتح أبواب الصين قسراً للغرب.هوانغ هي واحدة من أكبر ألقاب العشائر الصينية في الأمريكيتين اليوم. يقدر عدد سكان هوانغ كلانسمن في الخارج بمليوني نسمة في عام 2000.
ولقبه الآخر   皇 وله أصول عديدة:
1- أحفاد الأباطرة الثلاثة في الصين القديمة.
2. أحفاد دوق داي أمير سونغ اسمه هوانغفو تشونغشي.
3.كتاب قديم شينغ كاو 姓考 يقول إن مملكة تشنغ لديها عشيرة ملكية تدعى هوانغ 皇氏. 

## هوانغ
يعد هوانغ اللقب السابع الأكثر شيوعا في الصين، واللقب الثالث الأكثر شيوعا في تايوان. كما انه أحد الألقاب الشائعة بين شعب تشوانغ، أكبر أقلية عرقية في الصين، وهو أيضا أكثر الألقاب شيوعا في منطقة قوانغشى ذاتية الحكم.
%19 من سكان الصين يحملون لقب هوانغ في مقاطعة قوانغدونغ. كان تعداد السكان الذين يُسمّون هوانغ في الصين حوالي 29 مليون نسمة، وفي تايوان حوالي 1.4 مليون نسمة. في عام 2019 كان هوانغ مرة أخرى اللقب السابع الأكثر شيوعا في الصين.
وجدت دراسة أجريت عام 2013 أنها كانت اللقب السابع الأكثر شيوعًا، الذي يشارك فيه 32,600,000 شخص أو 2.450٪ من السكان، مع وجود معظم الناس في المقاطعة هي قوانغدونغ.

### شخصيات تاريخية تحمل لقب هوانغ 黃

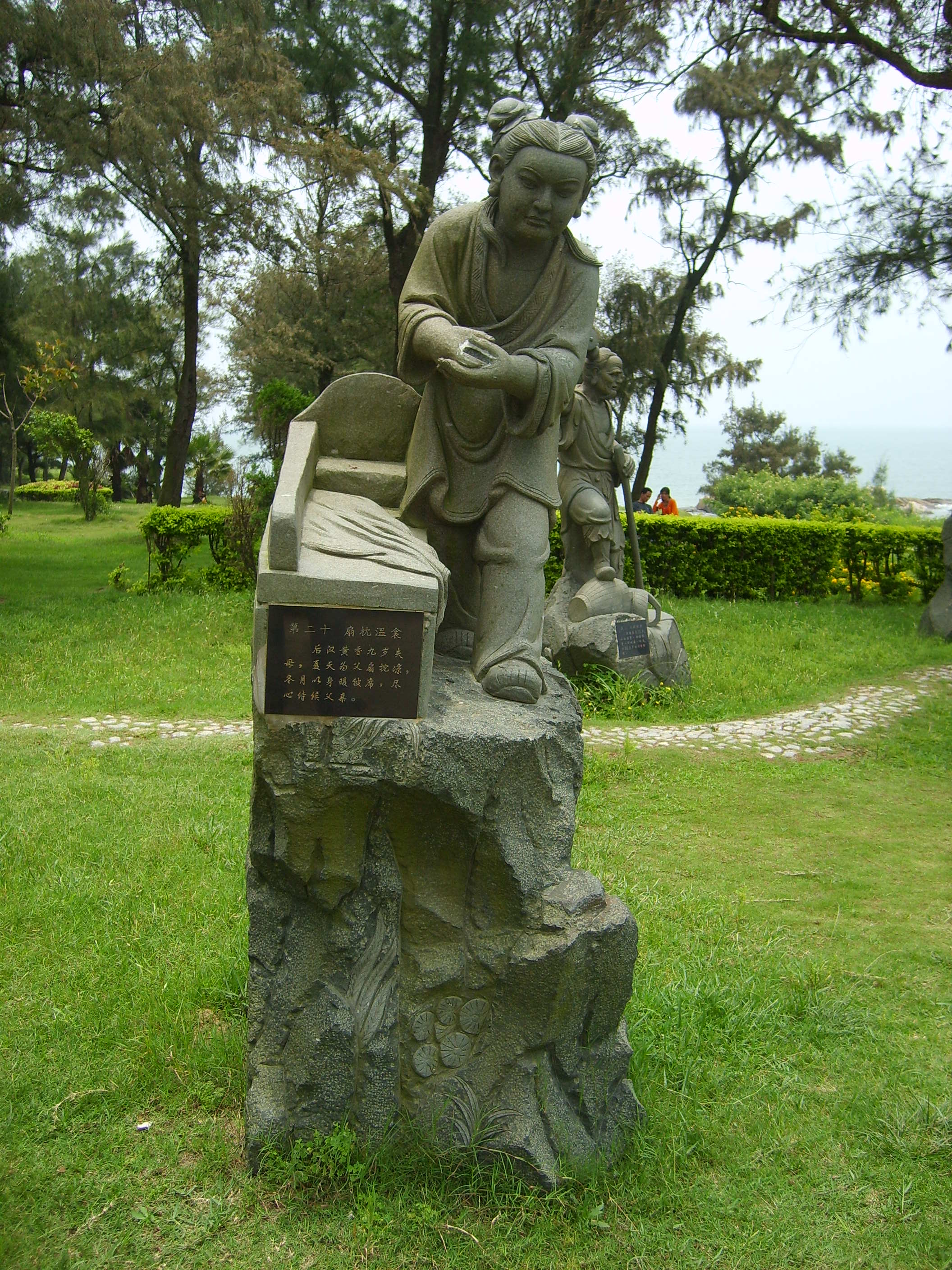
Eastern Han dynasty Filial Son and Prime Minister Huang Xiang

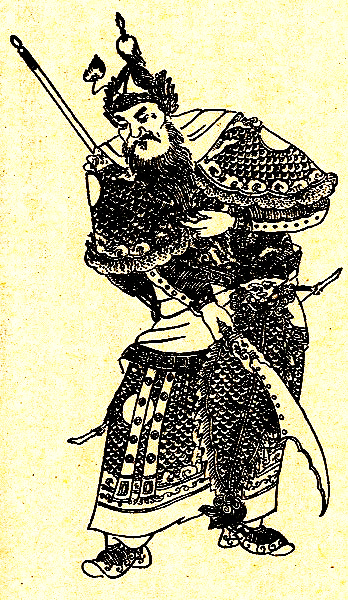
Shu Han Kingdom General Huang Zhong

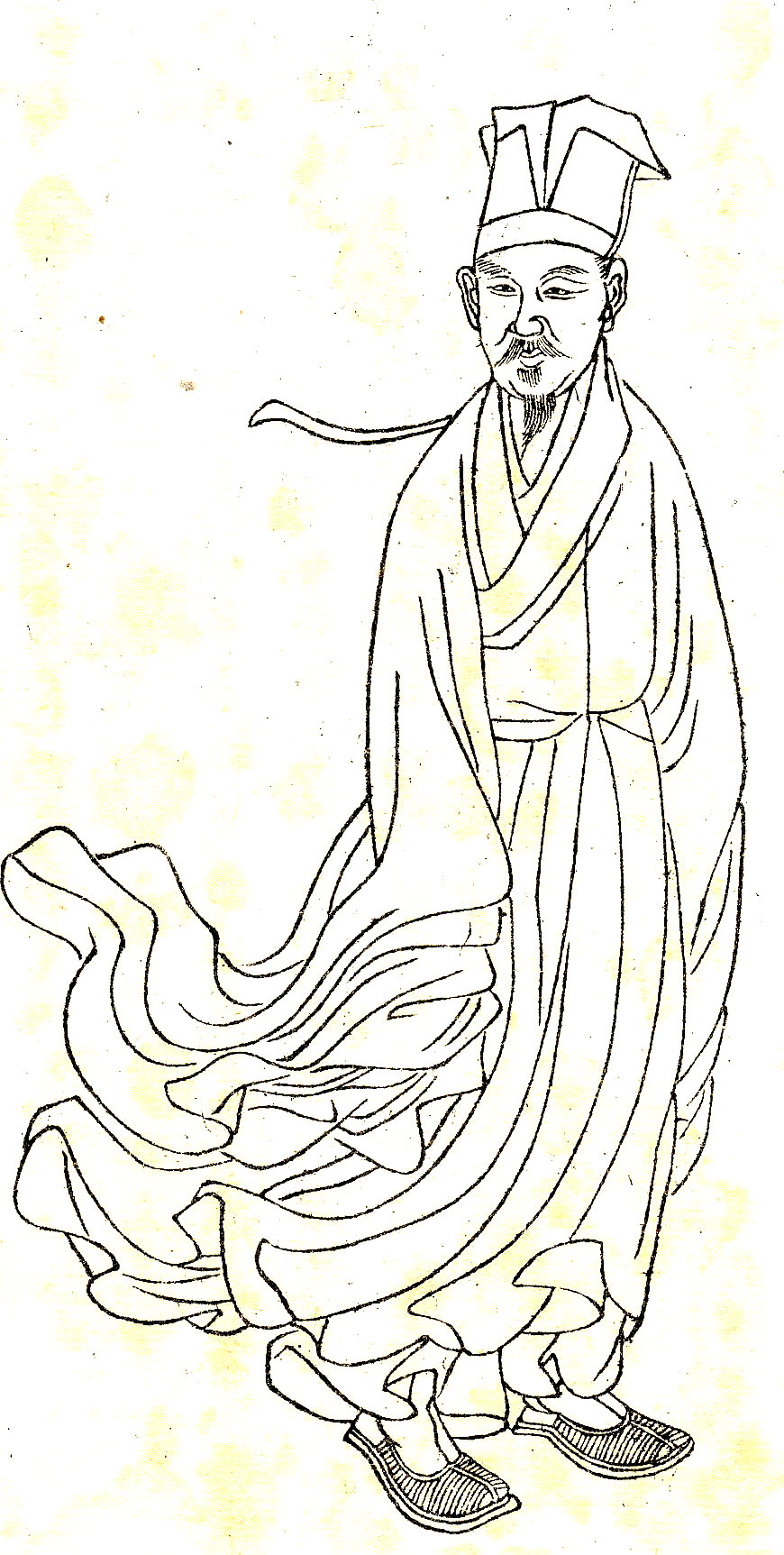
Song dynasty Calligrapher and Filial Son Huang Tingjian

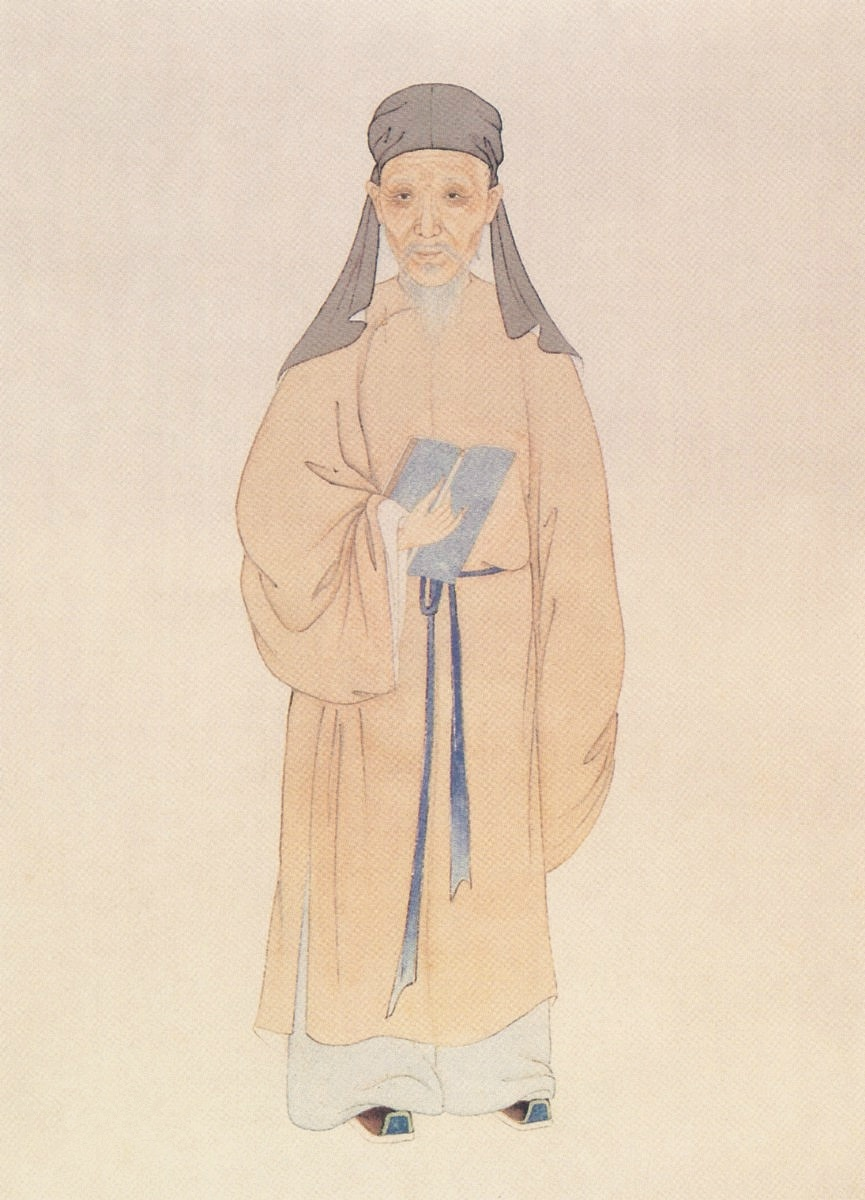
Late Ming dynasty Philosopher Huang Zongxi

- هوانغ تشاو (820-884)، زعيم تمرد هوانغ تشاو ضد سلالة تانغ
- هوانغ تشنغ يان 黃承彥، عالم من سلالة هان الشرقية
- هوانغ داوبو (黃道婆) (1245-1330)، أسرة يوان ويفر ومبتكر
- هوانغ داوتشو (黃道週) (1585-1646)، خطاط وسياسي من عائلة مينغ ويدعى اسمه كواحد من اللوردات الأربعة للبوابة الصفراء (黃門四君子)
- هوانغ دينغ (黃鼎) (1650-1730)، رسام المناظر الطبيعية في أسرة تشينغ وشاعر
- هوانغ في-هونغ (黃飛鴻) وونغ فاي-هونغ (1847-1924)، فنان الدفاع عن النفس، طبيب، متخصص في الوخز بالإبر، ثوري، وبطل شعبي خلال أواخر أسرة تشينغ
- هوانغ غاي 黃蓋، جنرال وو الشرقية واحد من «اثني عشر جنرالات النمور من جيانغدونغ» (江東十二虎臣) خلال فترة الممالك الثلاث
- هوانغ غونغوانغ (黃公望) (1269-1345)، رسام وأحد «أسياد أسرة يوان الأربعة»
- هوانغ جي 黃濟، الرسام الإمبراطوري سلالة مينغ
- هوانغ كوان (黃權) (?-240)، جنرال شو هان ولاحقا من كاو وي خلال فترة الممالك الثلاث
- هوانغ روهنغ (黃汝亨) (1558-1626)، خطاط خلال أواخر عهد أسرة مينغ
- أونغ سوم بينغ 黃森屏 هوانغ سينبينغ، نوبل من بروناي. اسم الشارع في بروناي عاصمة بندر سيري بيغاوان جالان أونغ سوم بينغ (الشارع الوحيد في بروناي مع الاسم الصيني) سميت باسمه
- هوانغ شين (黃慎) (1687-1772)، رسام ومبتكر فني من سلالة تشينغ كان واحداً من «ثمانية غريبي الأطوار في يانغتشو»
- هوانغ تينغجيان (黃庭堅) (1045-1105)، لاحظت سلالة سونغ الابن والشاعر والباحث وقاضي المحكمة والخطاط. أحد «أغنية أربعة» (宋四家) واحدة من «أربعة علماء من Su'men» (蘇門四學士)
- هوانغ شيه (314 قبل الميلاد - 238 قبل الميلاد) (黃歇)، واللورد تشونشين، رئيس وزراء ولاية تشو خلال فترة الدول المتحاربة، وأحد «اللوردات الأربعة للدول المتحاربة» الشهيرة
- هوانغ تشونغ (?-220) (黃忠)، جنرال مملكة شو هان العامة خلال فترة الممالك الثلاث وأحد «جنرالات النمور الخمسة» تحت قيادة ليو باي
- هوانغ زونغ شي (1610-1695) (黃宗羲)، عالم طبيعي، ومنظّر سياسي، وفيلسوف، ومؤرخ، ومعلم في سلالات مينغ تشينغ، وأحد أشهر «تشجيانغ ثلاثة هوانغ» (浙東 三 黃)، أحد «الشخصيات الأربعة من ورثة يو ياو» (餘姚四賢)، واحد من «كبار الأحفاد تشينغ الخمسة الأوائل» (清初五大師)
- هوانغ زونشيان (1848–1905) (黃遵憲)، عالم في أسرة تشينغ الراحلة، شاعر، معلم، دبلوماسي ورجل دولة

### شخصيات حديثة
أندرو هوانغ
- أندرو هوانغ (موسيقي)

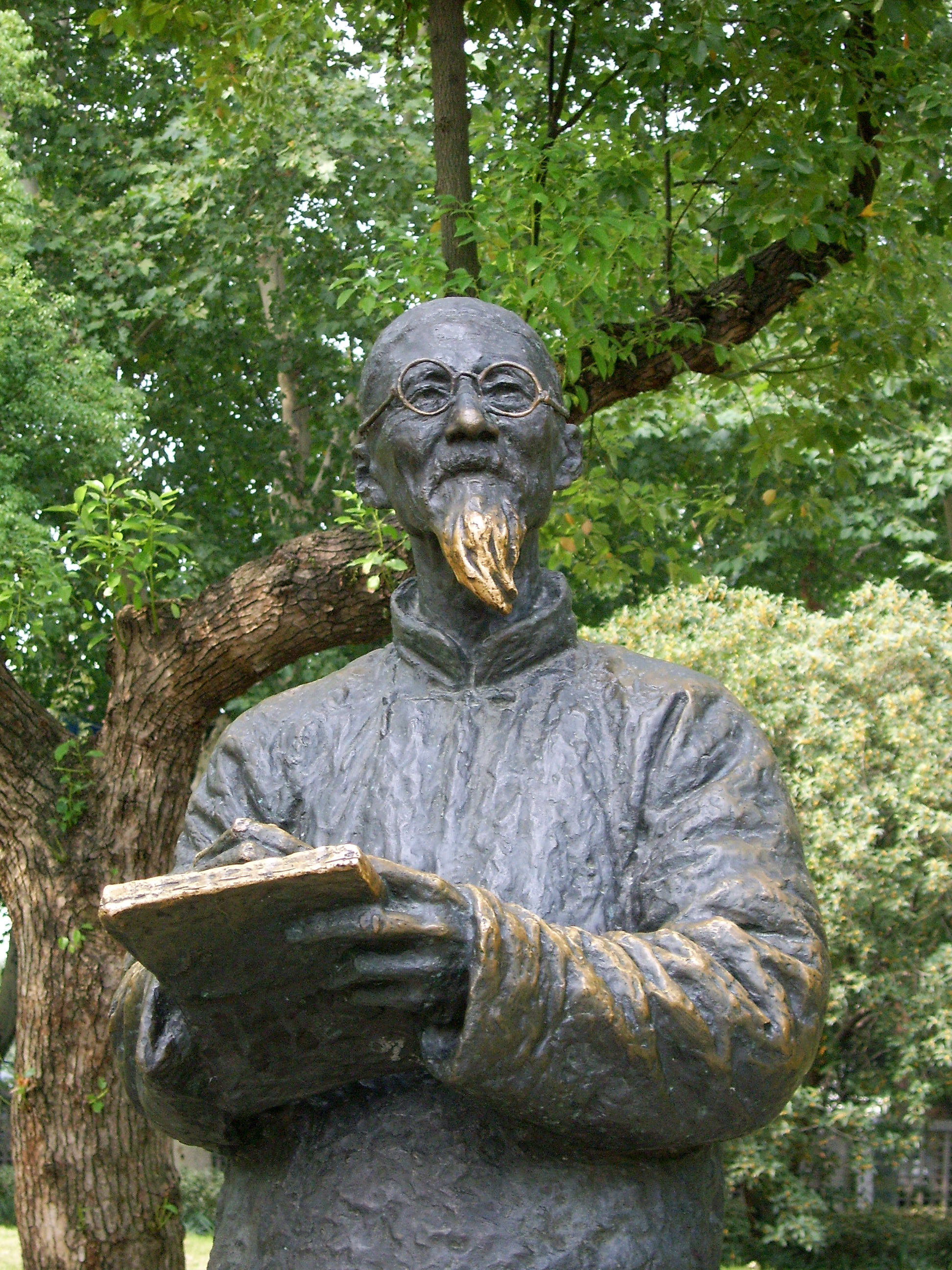
Chinese Art Historian Huang Binhong

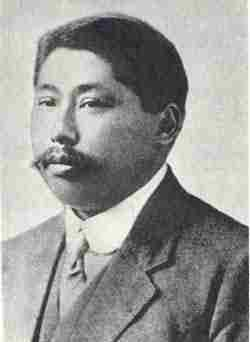
Chinese Revolutionary Huang Xing

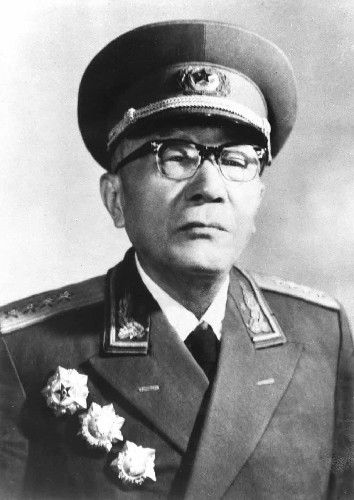
Senior General of PLA Huang Kecheng

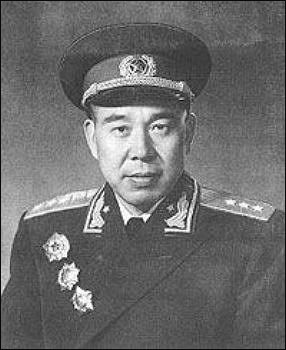
General Huang Yongsheng

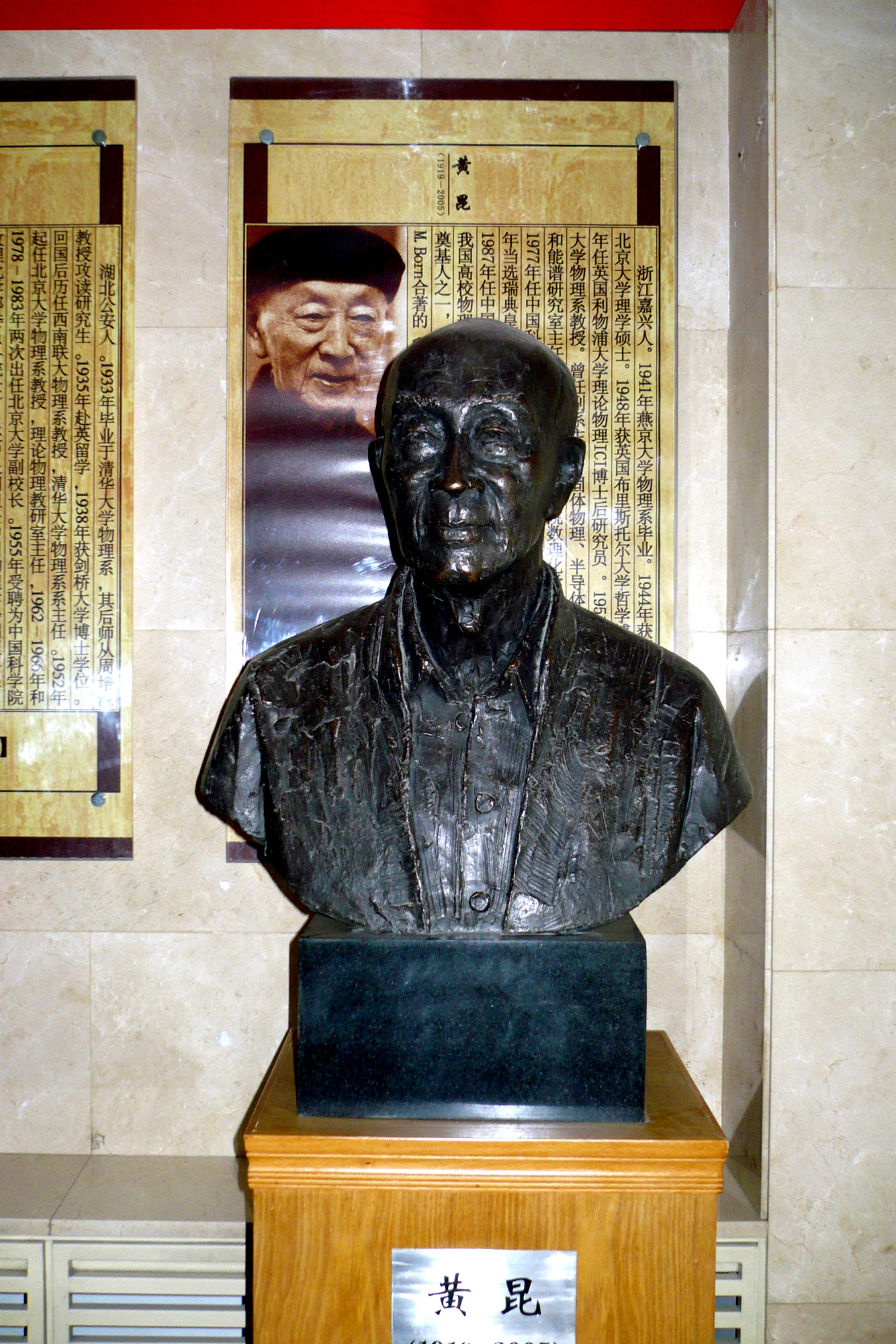
Bronze Bust of Physicist Huang Kun

- هوانغ بيتاو (1900-1948) (黃百韬)، جنرال قومي صيني ناشط في الحرب الصينية اليابانية الثانية والحرب الأهلية الصينية، التي حصل عليها مرتين وسام السماء الزرقاء والشمس البيضاء، وهو أعلى تكريم يمكن لقائد صيني تحقيقه
- هوانغ بين هونغ (1865-1955) (黃宾虹)، مؤرخ فن صيني ورسام أدبي
- هوانغ بيون 黃碧雲 هيلينا وونغ، عضو المجلس التشريعي في هونغ كونغ
- هوانغ شيه-هسين 黃智賢 (من مواليد 1964)، معلق تلفزيوني تايواني، مؤلف ومضيف على قناة سي تي في و CTITV بين 2014-2019
- هوانغ تشون مينغ 黃春明 (مواليد 1935)، شخصية أدبية تايوانية ومعلم
- هوانغ دارين 黃达人 ، عالم رياضيات صيني
- هوانغ داو (1900-1939) (黃道)، الجيش الأحمر للعمال والفلاحين الصينيين، والجيش الرابع الجديد الجنرال والشهداء النشطين خلال الحرب ضد اليابان
- هوانغ فو (1883-1936) (黃郛)، رئيس الوزراء السابق والقائم بأعمال رئيس جمهورية الصين
- هوانغ غوانغيو 黃光裕 (مواليد 1969)، الملياردير الصيني
- هوانغ غوكسيان 黃国显 (مواليد 1962)، الفريق من القوات الجوية لجيش التحرير الشعبي (PLAAF) من الصين وقائد القوات الجوية في منطقة نانجينغ العسكرية
- هوانغ هنغمي 黃恒美 (مواليد 1940)، الفريق من القوات الجوية لجيش التحرير الشعبي (PLAAF) من الصين وقائد القوات الجوية لمنطقة تشنغدو العسكرية والقوات الجوية لمنطقة لانتشو العسكرية
- هوانغ هونغفا 黃宏发 أندرو وونغ (مواليد 1943)، آخر رئيس للمجلس التشريعي في هونغ كونغ خلال الحكم البريطاني والشخص الوحيد من أصل صيني الذي خدم في هذا المنصب خلال الحكم البريطاني
- هوانغ هونغ جيا 黃宏嘉 (مواليد 1924)، أكاديمي صيني للعلوم في نظرية الميكروويف والألياف البصرية
- هوانغ هواوا 黃华华 (مواليد 1946)، الحاكم السابق لمقاطعة غوانغدونغ، الصين
- هوانغ جي غوانغ (1931-1952) (黃继光)، جندي صيني ذو أوسمة عالية خلال الحرب الكورية
- هوانغ جيانشين (مواليد 1954) (黃建新)، مخرج سينمائي ومنتج سينمائي صيني
- هوانغ جيانشيانغ 黃健翔 (مواليد 1968)، معلق رياضي شهير في الصين
- هوانغ جي (1902-1995) (黃杰)، الكومينتانغ العام ووزير الدفاع في جمهورية الصين
- هوانغ جو (1938-2007) (黃菊)، نائب رئيس وزراء الصين السابق
- هوانغ كان (1886-1935) (黃侃)، عالم فقه اللغة الصيني في فترة جمهورية الصين المبكرة، ثوري وأحد خبراء علم الصين المعروفين باسم «سبعة أنجزوا من جيانغ نان»江南七彥. جنبا إلى جنب مع شخصية أدبية الشهير لي لي Li Lianggong 李亮工 ، وهو معروف أيضا باسم «هوانغ الجنوبية ولي الشمالية» 南黃北李.
- هوانغ كيتشنغ (1902-1986) (黃克诚)، استراتيجي عسكري صيني، كبير الجنرالات، جنرال مؤسس لجيش التحرير الشعبي ورئيس سابق لإدارة الأركان العامة لجيش التحرير الشعبي
- هوانغ كونمينغ 黃坤明 (مواليد 1956)، رئيس قسم الدعاية في الحزب الشيوعي الصيني وعضو المكتب السياسي للحزب الشيوعي الصيني
- هوانغ منغفو (ولد عام 1944) (黃孟复)، نائب رئيس المؤتمر الاستشاري السياسي للشعب الصيني ورئيس اتحاد عموم الصناعة والتجارة
- هوانغ مينغ 黃鸣 (مواليد 1958)، باحث ورائد أعمال صيني في مجال الطاقة الشمسية
- هوانغ مين - هوي 黃敏惠 (مواليد 1959)، الرئيس السابق بالنيابة ونائب الرئيس الحالي لحزب الكومينتانغ، وعمدة مدينة تشيايي بجمهورية الصين
- هوانغ مينلون (1898-1979) (黃鸣龙)، عالم كيميائي وعالم صيدلاني صيني؛ رائد ومؤسس الصناعات الدوائية الحديثة في الصين. «تعديل هوانغ» أو «تعديل هوانغ مينلون» سميت على اسم هوانغ مينغلون. وكانت هذه هي المرة الأولى التي يظهر فيها اسم صيني في تفاعل كيميائي عضوي.
- هوانغ مينغهاو 黃明昊 (جوستين) (ولد 2002) مغني الراب وراقص من مجموعة سي البوب نكست وتسعة في المئة.
- هوانغ نوبو 黃怒波 (مواليد 1956)، مطور عقاري صيني، رائد أعمال، شاعر وملياردير
- هوانغ رولون 黃如论، مطور عقاري صيني، محسن وملياردير
- هوانغ Shengyi 黃圣依 (مواليد 1983), ممثلة صينية
- هوانغ شو- كوانغ 黃曙光 (مواليد 1957)، أميرال البحرية في جمهورية الصين، رئيس الأركان السابق والقائد الحالي للبحرية
- هوانغ شوشيان 黃树贤 (مواليد 1954)، وزير الشؤون المدنية، وزير الإشراف السابق ونائب أمين اللجنة المركزية لفحص الانضباط في جمهورية الصين الشعبية
- هوانغ Shunliang 黃淳梁 وونغ شون ليونغ (1935-1997)، الفنان في الدفاع عن النفس الصينية في الجناح تشون الكونغ فو
- هوانغ وي (مواليد 1959)، مطور عقاري صيني وملياردير
- هوانغ ويلو (1916-2011) (黃緯祿)، أحد علماء الصواريخ الرائدين في الصين، وهو أحد «شيوخ الصين الأربعة» والفائز بجائزة «قنبلتان، قمر صناعي واحد»
- هوانغ شيان تشونغ 黃獻中 (مواليد 1947)، جنرال في جيش التحرير الشعبي لجمهورية الصين الشعبية، والمكاتم السياسي الحالي لمنطقة شنيانغ العسكرية التابعة لجيش التحرير الشعبي
- هوانغ شياو جينغ (ولد عام 1946) (黃小晶)، الحاكم السابق لمقاطعة فوجيان، الصين
- هوانغ شياو مينغ 黄晓明 (مواليد 1977), ممثل صيني
- هوانغ شينغ (1874-1916) (黃興)، زعيم ثوري صيني، عسكري ورجل دولة، والقائد العام الأول للجيش في جمهورية الصين
- هوانغ شينغ قوه 黃興國 (مواليد 1954)، عمدة تيانجين، الصين
- هوانغ شينغشيان 黃性贤 هوانغ شنغ شيان (1910-1992)، كونغ فو وتائي تشي ماستر
- هوانغ شينروي الملقب بجون «بوفالو» وونغ (黃新瑞 ، 1914-41)، طيار مقاتل آيس ؛ الوحدة الأصلية من الطيارين القتاليين المتطوعين الأمريكيين الذين انضموا إلى القوات الجوية الصينية خلال حرب المقاومة / الحرب العالمية الثانية
- هوانغ شوهوا 黃旭華، أحد كبار المصممين للجيل الأول من الغواصات النووية في الصين
- هوانغ يانبي (1878-1965) (黃炎培)، مربي صيني، صناعي، سياسي، رائد مؤسس للرابطة الديمقراطية الصينية، وزير التعليم السابق في جمهورية الصين المبكرة ونائب رئيس وزراء جمهورية الصين الشعبية المبكرة
- هوانغ يونغ شنغ (1910-1983) (黃永勝)، الجنرال المؤسس لجيش التحرير الشعبي، القائد السابق لمنطقة قوانغتشو العسكرية ورئيس سابق لإدارة الأركان العامة لجيش التحرير الشعبي
- هوانغ يوانيونغ (1885-1915) (黃遠庸)، الكاتب والصحفي الصيني الشهير خلال أسرة تشينغ الراحلة وجمهورية الصين المبكرة
- هوانغ Yuetai 黃岳泰 آرثر وونغ، حائز على تسع جوائز في مهرجان هونغ كونغ السينمائي، الممثل، كاتب السيناريو، منتج الفيلم والمخرج السينمائي
- هوانغ زان 黃沾 وونغ جيم (1940-2004)، شاعر غنائي شهير وكاتب وأحد «المواهب الأربع لهونغ كونغ» 香港四大才子
- هوانغ تشانغ 黃章 جاك وونغ (مواليد 1976)، رجل أعمال صيني، مؤسس ورئيس تنفيذي سابق لشركة ميزو
- هوانغ تشن (1909-1989) (黄镇)، وزير الثقافة السابق ونائب وزير خارجية جمهورية الصين الشعبية السابق
- هوانغ تشن دونغ 黄镇东 (مواليد 1941)، وزير النقل السابق وسكرتير الحزب الشيوعي في تشونغتشينغ بجمهورية الصين الشعبية
- هوانغ تشيكيان 黃志千 (1914-1965)، مصمم طائرات صيني
- هوانغ تشى شيان 黃志贤 تشي يين وونغ (مواليد 1959)، رجل أعمال ومحسن من هونغ كونغ، الصين، ومؤسس ورئيس مجموعة كونغ فونغ الدولية
- هوانغ زي 黃自 هوانغ تزو (1904-1938)، موسيقي صيني في أوائل القرن العشرين
- هوانغ زيهوا 黃子華 دايو وونغ (مواليد 1960)، هونغ كونغ كوميدي، ممثل، مقدم، كاتب سيناريو، ومغني وكاتب الأغاني الذي هو رائد الكوميديا الموقف في هونغ كونغ
- هوانغ زيتاو 黄子韬 (مواليد 1993)، مغني راب، مغني، راقص، وخبير فنون الدفاع عن النفس، عضو سابق في الفرقة الصبيان الصينية الكورية الجنوبية إكسو

### شخصيات حديثة (صينيون من الخارج)

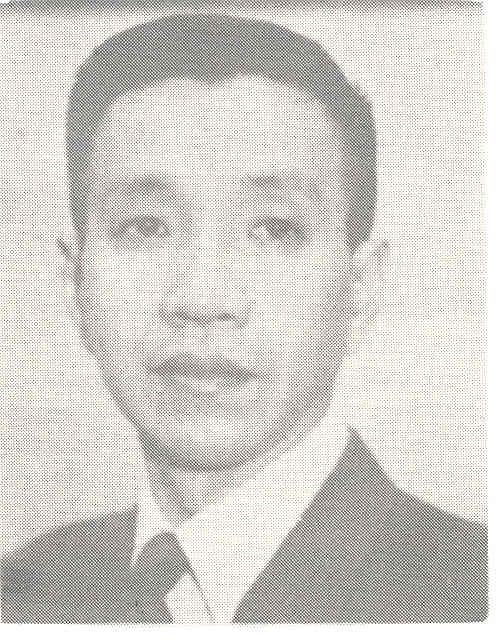
Former Minister of State of Indonesia, Oei Tjoe Tat

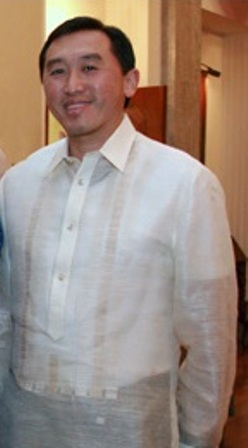
Former Secretary of Agriculture of the Philippines, Arthur C. Yap

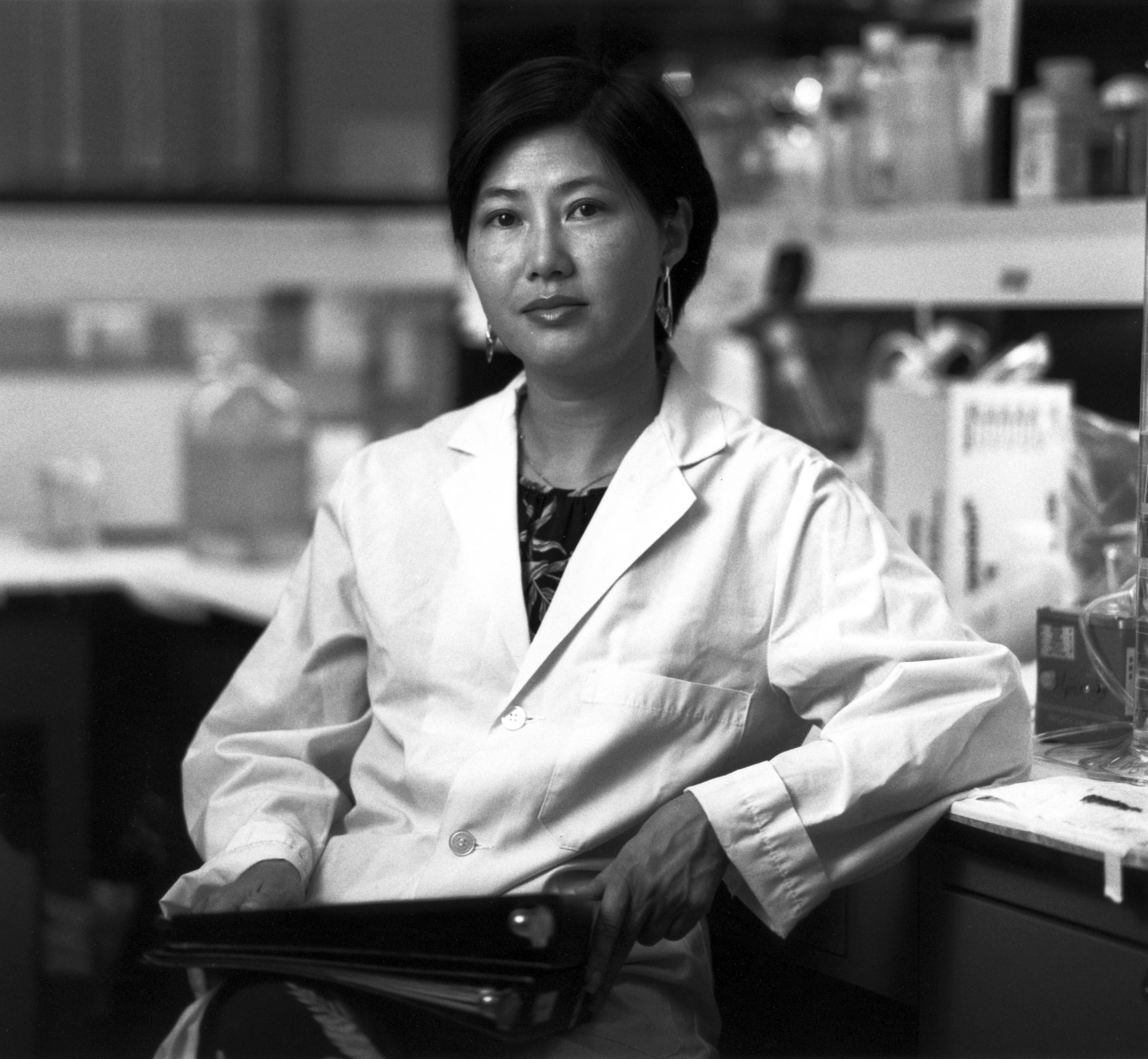
Chinese American Virologist, Flossie Wong-Staal

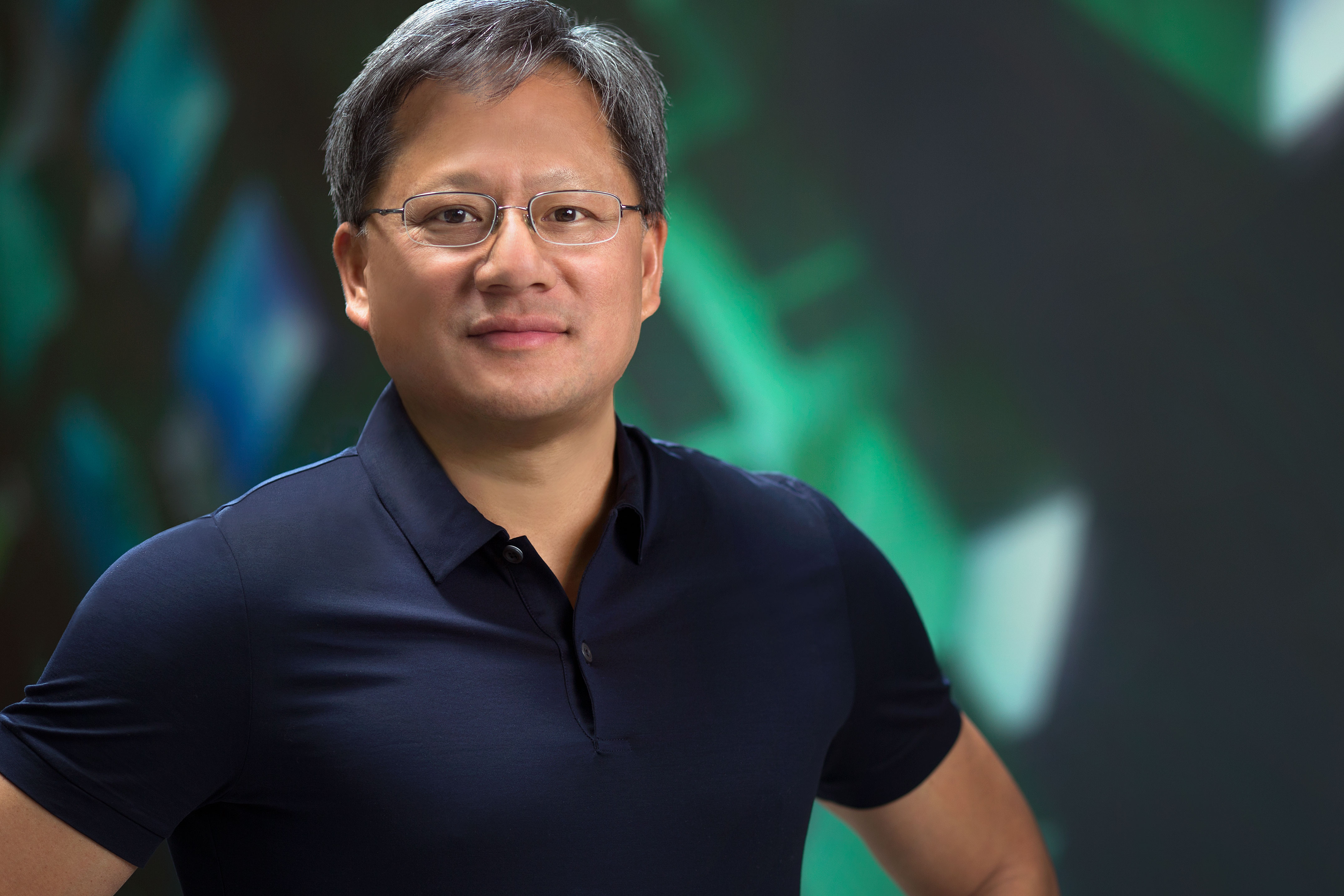
Chinese American Billionaire, Jensen Huang

- هوانغ بيرين 黄碧仁 (مواليد 1969), ممثلة سنغافورية
- هوانغ بينغ شيان 黄秉璇 وونغ بنغ سون (1918-1996)، لاعب تنس ريشة ماليزي صيني الذي حكم كلاعب كبير في مالايا من الثلاثينات إلى الخمسينات
- هوانغ بينغياو 黄炳耀 بنيامين وونغ تايب (1875-1967)، تاجر نيوزيلندي صيني
- هوانغ تشنغ هوي 黄呈辉 جون ك.سي نغ (1939-2013)، رجل أعمال فلبيني صيني، فاعل خير، مستشار رئاسي سابق ومبعوث خاص لشؤون الصين
- هوانغ تشوانغشان 黄创 كيرنزا كيرى كانجاناباس (مواليد 1950)، رجل أعمال مقيم في تايلاند له مصالح تجارية واسعة في النقل الجماعي والعقارات في مملكة تايلاند
- هوانغ ديهوي 黄德輝 وونغ دوك فاي (مواليد 1948)، سيد معترف به دوليا من تشوي لي فوت الكونغ فو وتاي تشي تشي تشوان
- هوانغ فا 黄发 أونغ هوت (مواليد 1945)، رئيس وزراء كمبوديا السابق
- هوانغ غانتابابوي 黄甘塔帕薇 إنغ كونثا فافي អឹុង កន្ថាផាវី (مواليد 1960)، وزيرة شؤون المرأة الكمبودية الحالية
- هوانغ جينتشنغ 黄根成 وونغ كان سنغ (مواليد 1946)، نائب رئيس وزراء سنغافورة السابق
- هوانغ هشينغ 黄鹤声 وونغ هوك ينغ (1915-1993)، ممثل ومخرج أمريكي صيني
- هوانغ Huixiang 黄惠祥 مايكل بامبانغ هارتونو (مواليد 1941)، ملياردير صيني للتبغ الإندونيسي
- هوانغ هويشونغ 黄惠忠 روبرت بودي هارتونو (مواليد 1940)، ملياردير التبغ الإندونيسي الصيني
- هوانغ جيادينغ 黄家定 أونغ كا تينغ (مواليد 1956)، رئيس الجمعية الماليزية الصينية، وزير الإسكان والحكم المحلي، ووزير الصحة في ماليزيا
- هوانغ جيا إي 黄嘉略 أركاديو هوانغ (1679-1716)، رائد فرنسي صيني جمع أول معجم صيني فرنسي وأول قواعد اللغة الصينية باللغة الفرنسية
- هوانغ جيا تشيوان 黄家泉 أونغ كا تشوان (مواليد 1954)، الأمين العام للرابطة الماليزية الصينية، وزير الإسكان والحكم المحلي السابق، والوزير الثاني الحالي للتجارة الدولية والصناعة في ماليزيا
- هوانغ جيانو 黄建国 كريستيانتو ويبيسونو (مواليد 1945)، محلل أعمال إندونيسي صيني بارز في إندونيسيا
- هوانغ جين هوي 黄金辉 وي كيم وي (1915-2005)، الرئيس السابق لجمهورية سنغافورة
- هوانغ جين مينغ 黄金明 جيمس وونغ (1922-2011)، زعيم المعارضة الماليزي الصيني في ماليزيا ونائب رئيس وزراء ساراواك
- هوانغ جينشاو 黄锦绍 ديلبرت وونغ (1920-2006)، أول قاض أمريكي صيني في الولايات المتحدة القارية
- هوانغ جينغ يي 黄瀞亿 تشينغ هي هوانغ (مواليد 1978)، كاتب طعام وطاهي صيني بريطاني
- هوانغ جونشيونغ 黄俊雄 إلفين نغ (مواليد 1980)، ممثل وعارضة أزياء سنغافورية
- هوانغ ليو شوانغ 黄柳霜 آنا ماي وونغ (1905-1961)، أول نجمة سينمائية صينية أمريكية وأول ممثلة آسيوية أميركية تحصل على تقدير دولي
- هوانغ مينزان 黄门赞 مون شارن وونغ (1918-2002)، رجل أعمال صيني أمريكي وأول طيار مقاتلة صينية أمريكية
- هوانغ بيكيان 黄培谦 بوي أونججبيرون (1916-1999)، بيروقراطي تايلاندي لعب دوراً مركزياً في تشكيل التنمية الاقتصادية في تايلاند وفي تعزيز نظام التعليم العالي في تايلند
- هوانغ كيو 黄齐耀 تايروس وونغ (مواليد 1910)، رسام صيني أمريكي، جداري، سيراميك، كاتب مطبوعات حجرية، ومصمم
- هوانغ تشيان كيليان 黄钱其濂 إليزابيث وونغ (مواليد 1937)، الكاتبة والسياسية الصينية النيوزيلندية في هونغ كونغ
- هوانغ تشينغ تشانغ 黄庆昌 وي خينغ شيانغ (1890-1978)، رجل أعمال ماليزي صيني ومؤسس البنك المتحد في الخارج (UOB) في سنغافورة
- هوانغ رنسون 黃仁勳 جين هسون هوانغ (مواليد 1963)، المؤسس المشارك والرئيس والمدير التنفيذي لشركة نفيديا
- هوانغ رينيهو 黄仁宇 راي هوانغ (1918-2000)، مؤرخ وفيلسوف صيني، اشتهر في سنواته الأخيرة بفكرة التاريخ الكلي
- هوانغ رونغتينغ 黄荣庭 نغ إنغ تنغ (1934-2001)، نحات سنغافوري
- هوانغ رويو 黄如佑 لوك يو (1845-1917)، رجل أعمال ومحسن في الملايا البريطانية. وكان يعتبر أغنى رجل في الملايا البريطانية خلال فترة عمله.
- هوانغ رو 黄若 (مواليد 1976)، ملحن صيني أمريكي، عازف بيانو ومنشد
- هوانغ شوفان 黄少凡 حسن كرمان (مواليد 1962)، عمدة سابق لـ Singkawang، كاليمانتان الغربية وأول عمدة صيني لإندونيسيا
- هوانغ شيهاو 黄士豪 شياان - بن هوانغ، عضو برلمان جنوب أفريقيا، وعضو المؤتمر الوطني الأفريقي، ونائب عمدة نيوكاسل السابق في كوازولو - ناتال، والمستشار التنفيذي السابق لنيوكاسل
- هوانغ شى هوو 黄诗厚 أليس س. هوانغ (مواليد 1939)، عالم الأحياء الصيني الأمريكي المتخصص في علم الأحياء المجهرية وعلم الفيروسات
- هوانغ شوشو 黄授书 سو شو هوانغ (1915-1977)، عالم الفيزياء الفلكية الصيني الأمريكي والكويكب 3014 تم تسميته باسمه
- هوانغ سيتيان 黄思恬 كاري وونغ (مواليد عيد رأس السنة الجديدة 1994)، ممثلة سنغافورية
- هوانغ تيانشي 黄天喜 ثيان هي (1848-1925)، طبيب عسكري بارز، تاجر مؤثر ومؤسس عائلة ساراسين اللامعة في مملكة تايلاند
- هوانغ تينغ فانغ 黄廷芳 نغ تينغ فونغ (1928-2010)، قطب العقارات السنغافوري
- هوانغ تسينغاو 黄俊豪 هاو هوانغ (مواليد 1957)، عازف البيانو الصيني الأمريكي وأستاذ الموسيقى
- هاو هوانغ، عالم رياضيات أمريكي
- هوانغ فايبين 黄维彬 نغ جوي بينغ، الفريق السنغافوري والقائد السابق لقوات الدفاع في القوات المسلحة السنغافورية
- هوانغ وييوان 黄维源 أوي وي غوان (?-1963)، رجل أعمال ورجل أعمال إندونيسي صيني
- هوانغ وينبو 黄闻波 بونشو روجناستيان (1921-2007)، نائب رئيس الوزراء ووزير المالية السابق في تايلند
- هوانغ ونشيونغ 黄文雄 بيتر هوانغ (مواليد 1937)، كاتب وناشط ياباني صيني ناشط في تايوان من أجل إرساء الديمقراطية وحقوق الإنسان
- هوانغ شي 黄西 جو وونغ (مواليد 1970)، ممثل كوميدي صيني أمريكي ومهندس كيميائي
- هوانغ شينشيانغ 黄馨祥 باتريك سون شيونغ (مواليد 1952)، جراح أمريكي مولود في جنوب أفريقيا، وباحث طبي، ورجل أعمال، ومحسن، وأستاذ في جامعة كاليفورنيا، لوس أنجلوس
- هوانغ Xutao 黄煦涛 توماس هوانغ (مواليد 1936) ، والأكاديمي الصيني للعلوم في رؤية الكمبيوتر ، والتعرف على نمط والتفاعل بين الإنسان والكمبيوتر
- هوانغ شويدونغ 黄学东 (مواليد 1962)، كبير علماء الخطابات في مايكروسوفت. وقد تم اختياره كواحد من «25 عباقرة القائمة التالية 2016» في مجلة واير.
- هوانغ شونسي 黄循财 لورانس وونغ (مواليد 1972)، وزير التنمية الوطنية ووزير المالية الثاني في سنغافورة
- هوانغ يان هوي 黄彦辉 آرثر سي ياب (مواليد 1965)، وزير الزراعة الفلبيني السابق وعضو مجلس النواب في الفلبين
- هوانغ يان يانان 黄燕燕 نغ ين ين (مواليد 1946)، سياسي ماليزي صيني، وزير السياحة السابق في مجلس الوزراء الماليزي ونائب الرئيس الحالي للجمعية الماليزية الصينية (MCA)
- هوانغ ييتشونغ 黄亦聪 إيكا دجبتا ويدجاجا (مواليد 1923)، الملياردير الإندونيسي الصيني
- هوانغ يينغ 黄以静 فلوسي وونغ ستال (1947-2020)، عالمة الفيروسات الصينية الأمريكية وعالمة الأحياء الجزيئية. وكانت أول عالمة تستنسخ فيروس نقص المناعة البشرية وتحدد وظيفة جيناته، وهي خطوة رئيسية في إثبات أن فيروس نقص المناعة البشرية هو سبب الإيدز.
- هوانغ يينغ 黄颐铭 إدي هوانغ (مواليد 1981)، مطعم أمريكي صيني، طاهي، شخصية طعام، كاتب، ومحامي
- هوانغ ييشان 黄易山 ييشان وونغ، الرئيس التنفيذي لشركة ريديت، المؤسس المشارك في مكاتب إطلاق النار في ماونتن فيو، ومستشار في Quora، وهو سوق للمعرفة عبر الإنترنت
- هوانغ ييو 黄毅瑜 جيمس وونغ (مواليد 1959)، منتج تلفزيوني صيني أمريكي، كاتب ومخرج سينمائي
- هوانغ ينغشيان 黄英贤 بيني وونغ (مواليد 1968)، وزير المالية السابق وإلغاء القيود التنظيمية، ووزير تغير المناخ وكفاءة الطاقة والمياه في أستراليا
- هوانغ يونغ هونغ 黄永宏 نغ انغ هين (مواليد 1958)، وزير الدفاع في سنغافورة
- هوانغ Yudehu 黄欲德虎 شام براسيد (مواليد 1951)، وزير الصناعة والحرف اليدوية الحالي ووزير التجارة السابق في كمبوديا
- هوانغ Yutang 黄玉堂 نيلسون وانغ (مواليد 1950)، مطعم الصينية الهندية
- هوانغ يوانلينغ 黄苑玲 روثلين أوي أموندسون (مواليد 1945)، عمدة مدينة ديفيس السابق، كاليفورنيا وأول مهاجرة فلبينية تنتخب في منصب عمدة مدينة أمريكية
- هوانغ زيلون 黄哲伦 ديفيد هنري هوانج (مواليد 1957)، كاتب مسرحي صيني أمريكي، كاتب سيناريو، كاتب سيناريو وأستاذ مسرحي
- هوانغ Zhexian 黄哲贤 وونغ جيه شيان (مواليد 1964)، الرئيس التنفيذي السابق لشركة CommerceNet سنغافورة، والمؤسس المشارك والرئيس التنفيذي للتجارة الإلكترونية بوابة Pte. المحدوده.
- هوانغ تشنتان 黄祯谭 ألفونسو أ. أوي، رجل أعمال فلبيني صيني، والرئيس السابق والأول لاتحاد غرف التجارة والصناعة الفلبينية
- هوانغ ثيمينغ 黄志明 نغ شي منغ (مواليد 1968)، وزير التعليم (المدارس)، وزير الدولة الأقدم (وزارة النقل)، وزير النقل الثاني، ورئيس سابق لقوة الدفاع في سنغافورة
- هوانغ زيغ بينغ 黄志平 نغ شي بنغ، أميرال بحري سنغافوري ورئيس سابق للبحرية في جمهورية سنغافورة
- هوانغ زيكين 黄志勤 نغ شي خيرن، لواء سنغافوري، رئيس سابق للقوات الجوية لجمهورية سنغافورة وأمين دائم (تطوير الدفاع) في وزارة الدفاع السنغافورية
- هوانغ شى شيانغ 黄志祥 روبرت نغ (مواليد 1952)، رئيس مجموعة هونغ كونغ للتنمية العقارية مجموعة سينو والملياردير العقاري السنغافوري
- هوانغ تشونغهان 黄仲涵 أوي تيونغ هام (1866-1924)، رجل أعمال إندونيسي صيني
- هوانغ زيدا 黄自达 أوي تجو تات (1922-1996)، أول وزير صيني إندونيسي لدولة إندونيسيا
- هوانغ زونغرين 黄宗仁 وي تشونغ جين (1917-2005)، قاض وأول رئيس قضاة في سنغافورة
- هوانغ زونغزان 黄宗沾 جيمس وونغ هاو (1899-1976)، مصور سينمائي صيني أمريكي
- هوانغ زوياو 黄祖耀 وي تشو ياو (مواليد 1929)، رجل أعمال سنغافوري، والرئيس الحالي للبنك المتحد فيما وراء البحار (UOB) والشركة الصناعية المتحدة (UIC) في سنغافورة

## هوانغ/هوين
الروايات الفيتنامية لهذا اللقب هي هوانغ/هوين ووفقاً لـ Lê Trung Hoa، وهو باحث فيتنامي، فإن حوالي 5.1 في المائة من الشعب الفيتنامي يحمل هذا اللقب. الشكل الأصلي لهذا اللقب هو Hoàng. لكن في جنوب فيتنام، أُمر بتغيير Hoàng (باستثناء عائلة Hoàng Trọng) إلى Huỳnh بسبب تسمية محظورة باسم اللورد Nguyễn Hoàng.

### أشخاص بارزون مع اسم هوانغ / Hoàng

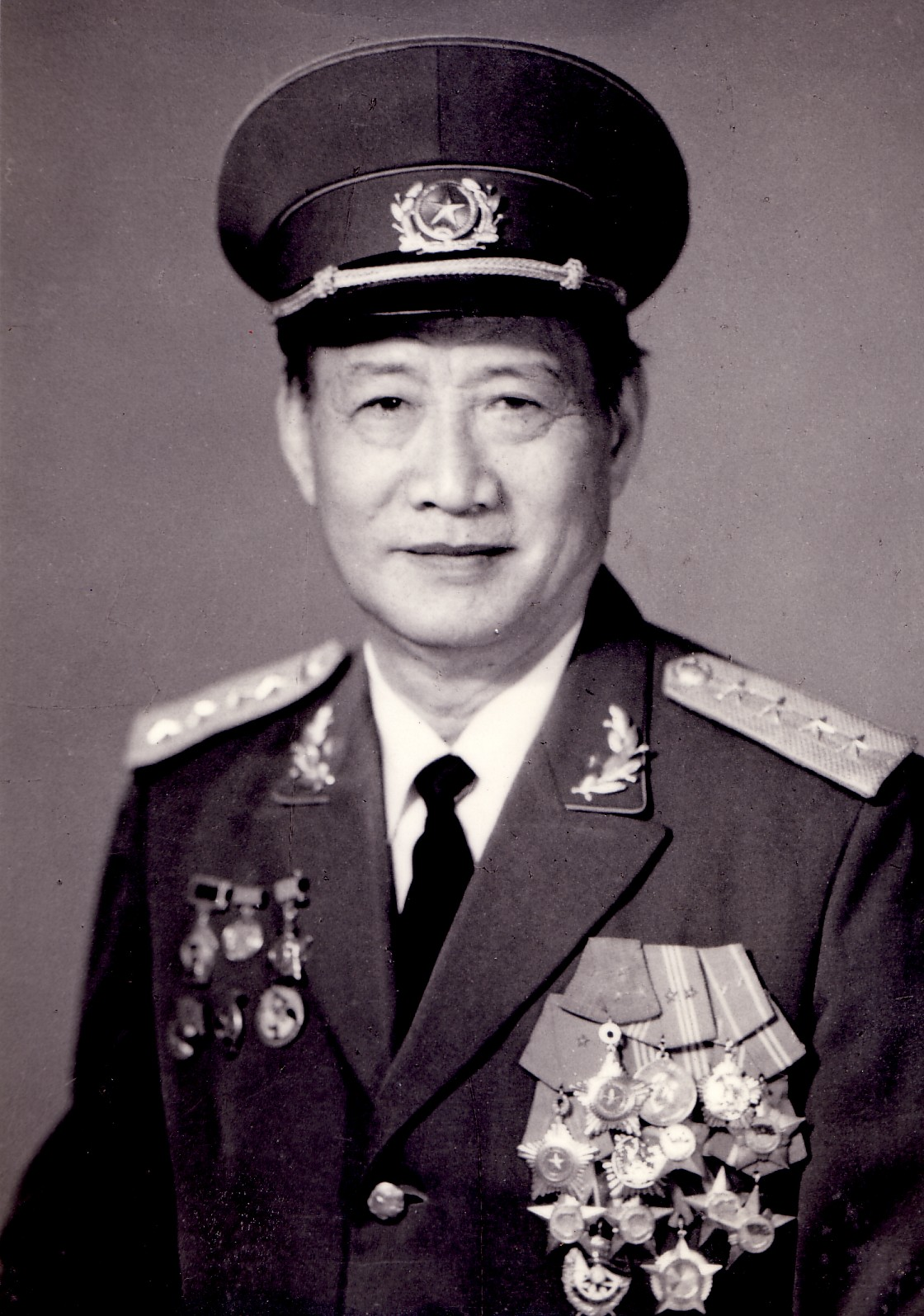
Vietnamese General, Hoàng Văn Thái

- هوانغ سي ترينه (شاعر) (1920-2011)، المعروف مهنيا باسم ها ثونغ نهان
- هوانغ أنه توان (مواليد 1985)، رافع أثقال فيتنامي
- هونغ Cầm (شاعر) (1922-2010)، شاعر وكاتب مسرحي وروائي فيتنامي
- هوانغ Cầm (عام) (1920-2013)، لواء الجيش الشعبي في فيتنام
- هوانج كام (1916-1996)، مخترع موقد فييت منه هوانغ كام
- هوانغ تساو خاي (1850-1933)، نائب الملك في تونكين (المعروف محليا باسم Bắc Kỳ)، في أقصى الشمال من الأجزاء الثلاثة من فيتنام تحت الحكم الاستعماري الفرنسي، وزير الحرب兵部尚書, دوق مقاطعة تشارمين (延茂郡公): ومدرس الأمير 太子太傅 من سلالة نغوين
- هوانج Cơ Minh (1935-1987)، الرئيس الأول Việt Tân (حزب فيتنام للإصلاح) والناشط الديمقراطي
- هوأنغ دانغ Huệ (1932-2015)، لواء وزارة الدفاع ومفوضية الشؤون السياسية في القيادة العليا للدبابات والمدرعات في فيتنام
- هوانغ ديو (1828-1882) (黃耀)، حاكم أسرة نغوين في هانوي نيابة عن الإمبراطور تو دوك المقيم في هوي
- هوانغ هيب (1931-2013)، كاتب أغاني فيتنامي ومستلم جائزة هوشي منه في عام 2000
- هوانغ هونغ كام (مواليد 1959)، رسام فيتنامي
- هوانغ دينغ (1820-1909)(繼炎)، جنرال سلالة نغوين، Dong'ge Grand Secretariat 東閣大學士, Viscount of Địch Trung (Địch Trung Tử 迪忠子) and Count of Địch Trung (Địch Trung Bá 迪忠伯)
- هوانغ كيو، ملياردير أمريكي من أصل فيتنامي
- هوانغ لاب (1910-2006), رسامة فيتناميّة
- هوانغ مينه شينه (1922-2008)، سياسي فييتنامي ومنشق، وأحد أشهر الشخصيات والأيديولوجيين في الحزب الشيوعي الفيتنامي خلال الستينات
- هوانج Thị Loan (1868-1901)، والدة Hồ Chí Minh
- هوانغ ثي ثو (1929-2001)، كاتب أغاني فيتنامي
- هوانغ تينغجو (1897-1933)، صحفي فيتنامي
- هوانغ تينغ (1912-2003)، رسام فيتنامي
- هوانغ ترونغ (1922-1998)، كاتب أغاني فيتنامي
- هوانغ ترونغ هاي (مواليد 1959)، نائب رئيس وزراء فيتنام
- Hoàng Ty (مواليد 1927) ، عالم رياضيات تطبيقي فيتنامي بارز
- هونغ فون تشي (1913-1988)، أحد أوائل الكتاب السياسيين الفيتناميين، والمثقف البارز الذي كان معارضا للاستعمار ثم الشيوعية في فيتنام
- هونغ فان هوان (1905-1991) 黃文歡، عضو مؤسس في الحزب الشيوعي الهندي، وعضو المكتب السياسي لحزب لاو دونغ (حزب العمال في فيتنام - VWP) من عام 1960 إلى عام 1976
- هونغ فون ثاي 黃文太 (1915-1986)، جنرال فيتنامي ورئيس هيئة أركان الجيش الشعبي الفيتنامي
- هونغ شوان هـان 黃春罕 (1908-1996)، أستاذ فيتنامي في الرياضيات، لغوي، مؤرخ، وتربوي
- هونغ شوان سيينه، عالم الرياضيات الفيتنامي، مؤسس جامعة ثونغ لونغ وحاصل على أوردر دي بالميس أكاديمي
- هونغ شوان فينه (مواليد 1974) ، مطلق النار الفيتنامي وأول ميدالية ذهبية أولمبية من فيتنام
- Hoàng Thị Thy (مواليد 1992) ، عارضة أزياء وملكة جمال فيتنامية تم تعيينها ملكة جمال الكون فيتنام 2019

### اشخاص بارزون مع اسم هوينه / Huỳnh
- أليكس هوينه، فنان حربي أمريكي فيتنامي ورجل حيلة
- كارول هوينه (مواليد 1980), مصارعة حرة فيتنامية كندية
- هوينه غونغ أوت (مواليد 1951) ، مصور لوكالة Associated Press (AP) يعمل في لوس أنجلوس. حصل على جائزة بوليتسر عام 1973 للتصوير الفوتوغرافي لموقع سبوت نيوز عن فيلم «إرهاب الحرب»، الذي يصور أطفالاً في حالة فرار من قصف النابالم.
- هوينه سانه ثونج (1926-2008)، باحث ومترجم فيتنامي أمريكي
- هوينه تان فات (1913-1989)، نائب الرئيس السابق ورئيس وزراء فيتنام
- Huỳnh Th Khc Kháng (1876-1947) (黃叔抗)، فييتنامي مناهض للاستعمار
- هوينونغ دوك 黃奉德 نغوين هوينه دوك 阮黃德 (1748-1819)، نغوين سلالة المؤسس العام الأكبر (輔國上將軍، 上柱國)، المعلم الكبير 太傅
- هوينه فون كاو 黃文高 (1927-2013)، لواء في جيش جمهورية فيتنام
- هوينه فان غام (1922-1987)، رسام فيتنامي

## شخصيات خيالية مع لقب هوانغ

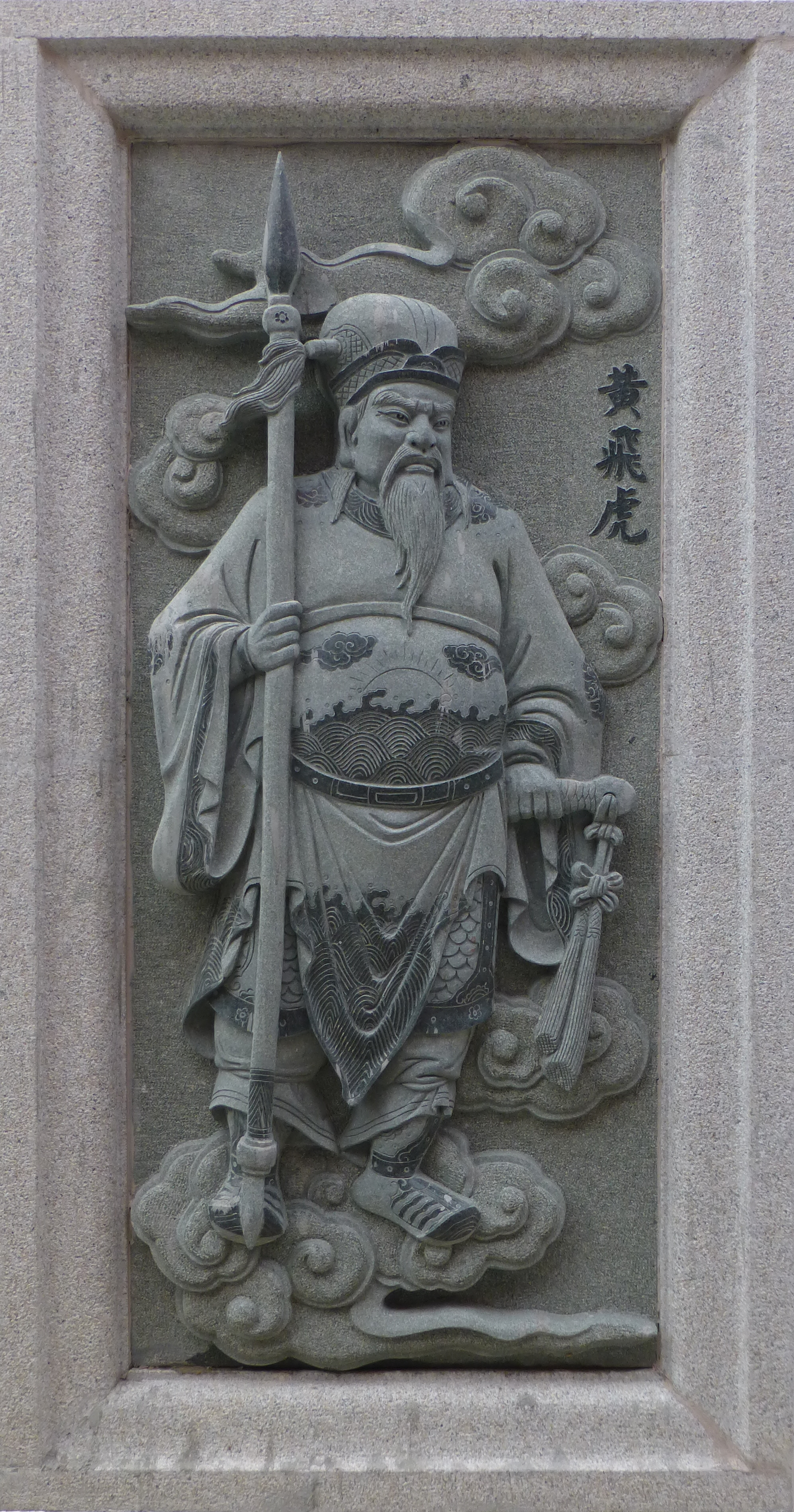
Prince of Wucheng, Huang Feihu 黃飛虎

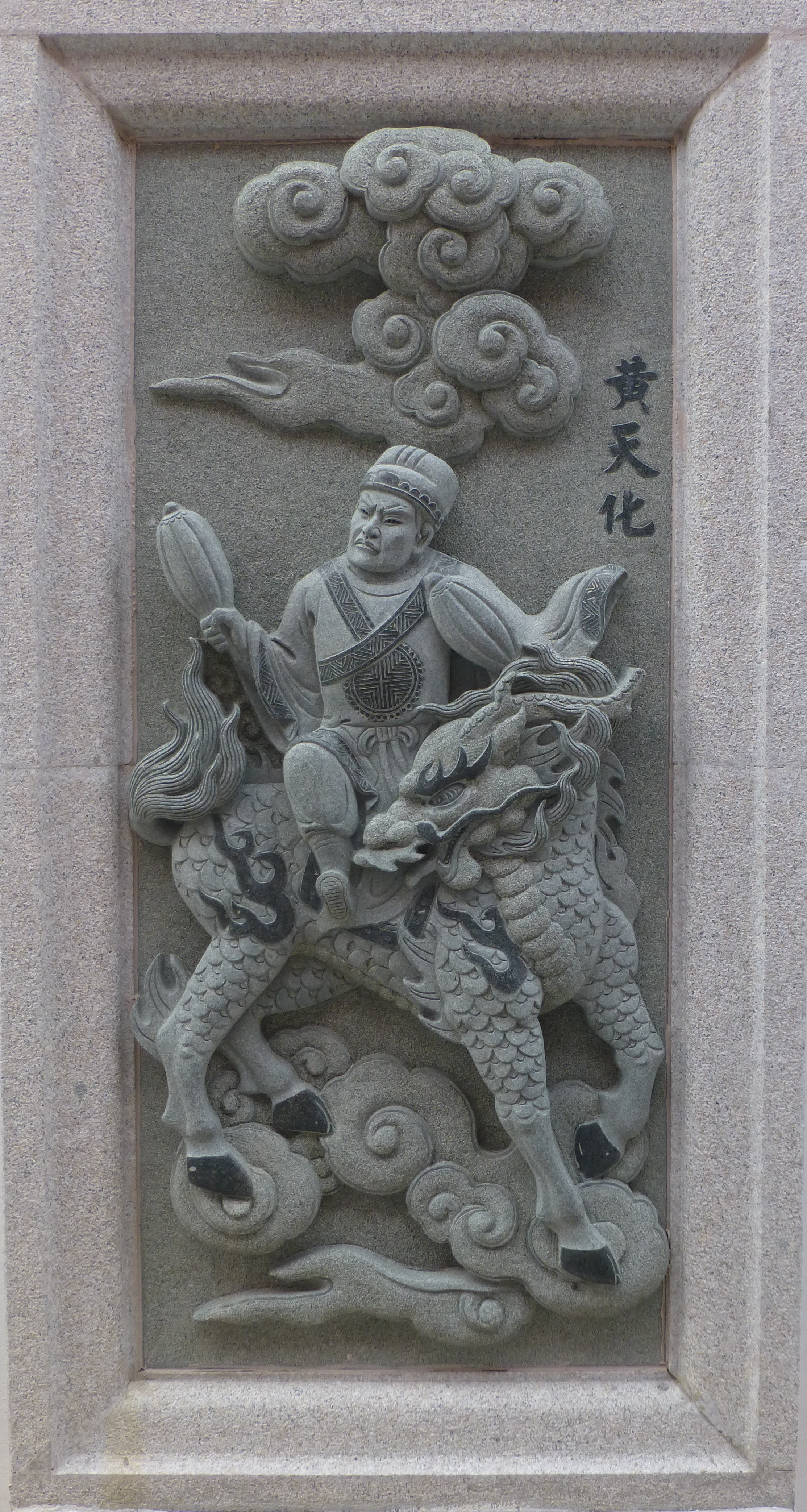
God of War, Huang Tianhua 黃天化

- هوانغ فيهو 黃飛虎، جنرال سلالة شانغ ولاحقاً من سلالة تشو، أمير ووشينغ 國武成王 والإمبراطور العظيم لجبل تاي «دونغيو تايشان تيانتشي رنشينغ دادي»東嶽泰山天齊仁聖大帝 الذي يشرف على حظوظ ومصائر البشر ومستويات الثامنة عشرة من الجحيم في الرواية الكلاسيكية الصينية Fengs Yanyi
- هوانغ غون 黃滾، الجنرال من سلالة شانغ ولاحقا من سلالة تشو في رواية الصينية الكلاسيكية Fengshen يانيي (وتقيّد الآلهة)
- هوانغ رونغ 黃蓉، ابنة هوانغ ياوشي ورئيسة طائفة المتسولين في رواية جين يونغ ووشيا أسطورة أبطال كوندور وتتمتها عودة أبطال كوندور
- هوانغ شين 黃信، كنية: «حارس الجبال الثلاثة»، جنرال الكشافة في سلاح الفرسان ليانغشان، 38 من أبطال ليانغشان 108، ألهية نجمة ديها 地煞星 في هامش المياه، واحدة من الروايات الكلاسيكية الأربع الكبرى للأدب الصيني
- هوانغ ياوشي 黃藥師، كنية: «الهرطقة الشرقية» (東邪)، ماجستير في جزيرة زهر الخوخ واحد من العظماء الخمسة من مجتمع الوولين (مجتمع الفنانين الدفاع عن النفس) خلال سلالة سونغ في رواية جين يونغ «أسطورة أبطال كوندور» وتتمة لها «عودة أبطال كوندور»
- هوانغ يوانجي 黃元濟، عام سلالة شانغ وآلية Can'chu Star 蠶畜星 في الرواية الصينية الكلاسيكية Fengshen Yanyi (The Investiture of the Gods)

## الروابط الخارجية
- http://www.oocities.org/bx_huang/index.html
- https://web.archive.org/web/20140411035149/http://www.huang123.cn/list.php?id=1&bid=2,%2037,%2065,%20117,%2064,%20116,%2063
- http://www.360doc.com/content/11/0125/00/5536563_88823614.shtml
- http://www.hwang.or.kr/hwangtot.htm
- http://www.chinawenwu.cn/wenwu/328.html
- http://www.nlg1416.com/
- http://www.cnfam.com/fspace/news.aspx?UId=9236&cateid=4904
- http://www.gzhszqw.com/
- https://web.archive.org/web/20160624155227/http://whty.whjs.gov.cn/content/2007-01/02/content_81496.htm
- http://www.liufangwang.com/?c=tree&m=view&id=86&kid=1
- https://www.overdrive.com/media/3622660/%E9%BB%84%E5%A7%93%E7%AE%80%E5%8F%B2a-brief-history-of-the-family-name-huang